# Половцы

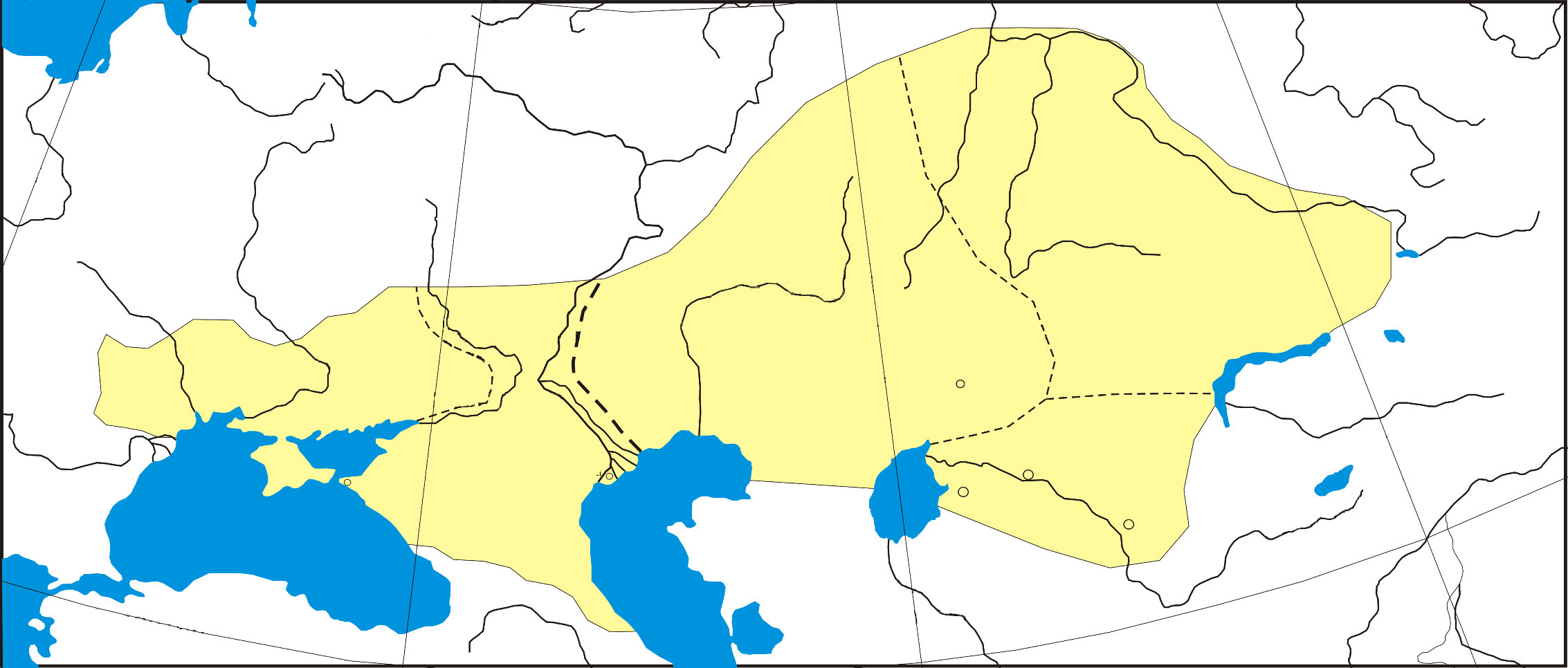
Дешт-и-Кипча́к, или Полове́цкая степь, Кипча́кская степь Евразийские территории кипчаков, конец XI — начало XII века

По́ловцы, также кипча́ки (аут. кыпча́ки, [самоназвание — кыпчак{лар}]; позднее использовался этноним тата́ры [татар{лар}]; в европейских и византийских источниках — кума́ны [лат. cumani, comani, греч. kο{υ}μάνοι]; в венгерских источниках называются кунами) — кочевой тюркоязычный народ, проживавший в историческом регионе, известном как «Половецкая степь» или «Дешт-и-Кипчак».
В начале XI века из Заволжья половцы продвинулись в причерноморские степи, вытеснив оттуда печенегов и торков. Затем они пересекли Днепр и дошли до низовий Дуная, таким образом заселив всю Великую Степь от Дуная до Иртыша, которая с этого времени в восточных источниках стала называться Дешт-и-Кипчак («Кипчакская степь»).
При образовании Золотой Орды (середина XIII века) кыпчаки ассимилировали малочисленные монголоязычные племена, перешедшие на их язык. Позже кыпчакский язык лёг в основу современной кыпчакской группы тюркских языков (татарского, сибирско-татарского, башкирского, крымскотатарского, караимского, крымчакского, карачаево-балкарского, кумыкского, ногайского, казахского, киргизского и каракалпакского).

### Куманы
«Куманами» половцы называются в западноевропейских и византийских источниках (в частности, Анна Комнина в связи с битвой при Левунионе сообщает, что куманы и печенеги говорили на одном языке). Плетнёва С. А. считает, что куманы жили западнее Днепра, по отсутствию там каменных изваяний, встречающихся в низовьях Дона, Донца и вдоль северного побережья Азовского моря — в местах кочевий сары-кипчаков (половцев).

### Куны
Куны, как и сары, участвовали в «цепной миграции» кочевых племён в 1030-е годы, постоянно являясь их восточными соседями. Существует версия о принадлежности донских половцев-токсобичей к кунам.
В XI—XIII веках имя куны встречается эпизодически в венгерских и русских источниках наряду с куманы в значении кипчаки, половцы и венгерские половцы.
Куны (токсобичи) в составе кыпчаков отождествляются со средневековым монгольским племенем татар. По И. Маркварту и В. В. Бартольду, они представляли собой монгольский компонент в составе кыпчаков. Ибн-Халдун объяснял межплеменные распри кыпчаков разностью происхождения племён: «племя Дурут из кыпчаков, а племя Токсоба из татар». По Ан-Нувайри, «старинное соперничество» между кыпчакскими племенами токсоба и дурут, завершилось переходом токсобичей на сторону монгольских завоевателей и разгромом дурутов. Согласно В. В. Ушницкому, аргументом сторонников монгольского происхождения кимаков и кыпчаков являются сообщения средневековых мусульманских источников о татарском происхождении кимакского династийного рода.

## Этимология

### Ранняя версия
Изначально предполагали, что этноним «половцы» связан со словом «поле» (в значении «жители степи, степняки»). Первым такое мнение высказал в XVI веке Сигизмунд Герберштейн. Разделялось оно и первыми русскими историками: например, в начале XIX века эту версию высказывал А. М. Щекатов: «Название половцев дали им русские — как некоторые полагают, от полей, по которым они кочевали».
Позднее, по отношению к кыпчакам использовался этноним тата́ры (татар[лар]).

### Традиционная версия
В современной историографии наиболее распространено объяснение, что слово «половец» происходит от слова половый, то есть «изжелта-белый, желтоватый». Эту точку зрения впервые выдвинул А. Куник в 1875 году. «Солома» на церковнославянском языке — плава, а «соломенный» — плавый, и, соответственно, слова половый, plavý и plowy в современных русском, чешском и польском языках означают одно и то же — соломенный цвет. Славянское название кипчаков происходит от этих слов с прибавлением -цы/-чи (половцы, plavci и plawci). В немецких и армянских источниках в отношении половцев иногда использовались аналогичные названия (фальб и хардеш), обозначавшие «бледновато-жёлтый, соломенно-жёлтый цвет». Половцев тюркоязычные племена называли сары-кипчак («жёлтые кипчаки»), то есть «половцы» — это славянский перевод тюркского этнонима. Д. А. Расовский в статье «Происхождение половцев» (1935 год) отмечал, что версия, указывающая на белокурость кипчаков, долго оспаривалась, поскольку у критиков этой версии сложился стереотип о том, что половцы и тюрки вообще не могут быть белокурым народом, но в итоге её начали считать общепринятой.

### Версия Е. Ч. Скржинской
По мнению Е. Ч. Скржинской, этноним половьци происходит от слова половици. Жители правобережья Днепра, где находился Киев, называли так кочевников с левобережья, с «той стороны» — «оного полу». Аналогичное выражение половици употребляется в Новгородской первой летописи старшего извода (в статье за 1219 год) по отношению к новгородцам с противоположного берега Волхова. Встретив в Новгородских летописях слово половицы в значении «бережане, люди, живущие на определённой стороне реки», она делает вывод, что половьци древнерусских летописей — это куманы, размещавшиеся «в поле Половецком», то есть по левому берегу Днепра. Впрочем, половцы размещались не только по левому берегу Днепра — их кочевья могли переходить и на правый берег (особенно после заключения соглашений с русскими князьями, с которыми зачастую даже и роднились). Новгородское же слово половици следует, исходя из новгородского произношения, читать как половичы, то есть действительно «живущие по определённой стороне реки». Тем не менее никакого отношения к слову половьци оно не имеет; здесь налицо лишь своеобразное проявление омонимии: в первом случае корень полъ + овичи, во втором — половъ + ци (то есть славянское обозначение кипчаков).

### Самоназвание
Слово «кыпчак» (qïvçaq) на древнетюркском языке означает «злосчастный», хотя состоит из корня qïv («счастье, удача») и аффикса çaq (аффикс склонности к основе), что должно давать слово со значением «удачливый, склонный к счастью», а не происходить от слов qïvsïz («несчастный») и çaq («период, время»).
На многих тюркских языках (например, татарский, крымскотатарский) слово кипчак означает «колесо» или «колесница». Рифкат Ахметьянов указывает на то, что, по мнению Заки Валиди, это слово образовано либо от слова кубы, означающего сухую степь — Гоби — и указывает на то, что слово «кыпчаки» могло быть образовано из кыв или кывы, что значит «пустой, полый».
По мнению исследователей, которые считает кипчаков потомками динлинов, покорённых племенами хунну в конце I века до н. э., этноним «кипчак» упоминается в китайских хрониках в форме кюе-ше в 201 году до н. э. и позднее в форме циньча или кин-ча (кл. кит. 欽察). Согласно этому мнению, циньча — это стандартная китайская транскрипция XIII—XIV веков для этнонима «кипчак».

## Этногенез
Термин кюеше, или цзюеше, упомянутый в 201 год до н. э., воспринимается как первое упоминание кипчаков той частью исследователей, которая считает их потомками покорённых племенами хунну в конце I века до н. э. динлинов, однако, по мнению С. Г. Кляшторного, эта версия не оправдана фонетически.
В «Сборнике летописей» Рашид ад-Дина сохранились генеалогические легенды о происхождении кипчаков. По легенде об Огуз-хане, мифический мальчик, которому дали имя «кипчак», родился в дупле во время неудачного похода огузов против племени ит-бараков. У Рашид ад-Дина говорится также, что кипчаки были одним из 24 племён огузов.
Предки кипчаков — си́ры (са́ры, ша́ры, сюеяньто китайских источников) кочевали в IV—VII веках в степях между монгольским Алтаем и восточным Тянь-Шанем. Называются в числе 15 уйгурских племён. В 630 году ими было образовано государство. Конкретно с именем «Кипчак», и, вероятно с самым ранним случаем фиксации этого этнонима, мы встречаемся в надписи, выбитой на каменной стеле, обнаруженной Рамстедом в Центральной Монголии южнее реки Селенги в 1909 году. В литературе эта эпитафия получила название «Селенгинский камень». Текст, выбитый на нём, является частью погребального комплекса Бильге-кагана, одного из основателей Восточно-тюркского каганата в монгольских степях. В четвёртой строке с северной стороны стелы выбито: «Когда тюрки кипчаки властвовали над нами 50 лет…». Каганат был затем уничтожен другими племенами и китайцами в середине VII века. Поэтому значительная часть знати сиров была уничтожена уйгурами, а остатки племени отошли в верховья Иртыша и степи Восточного Казахстана, сиры поменяли самоназвание на кипчак («злосчастные»).

## История

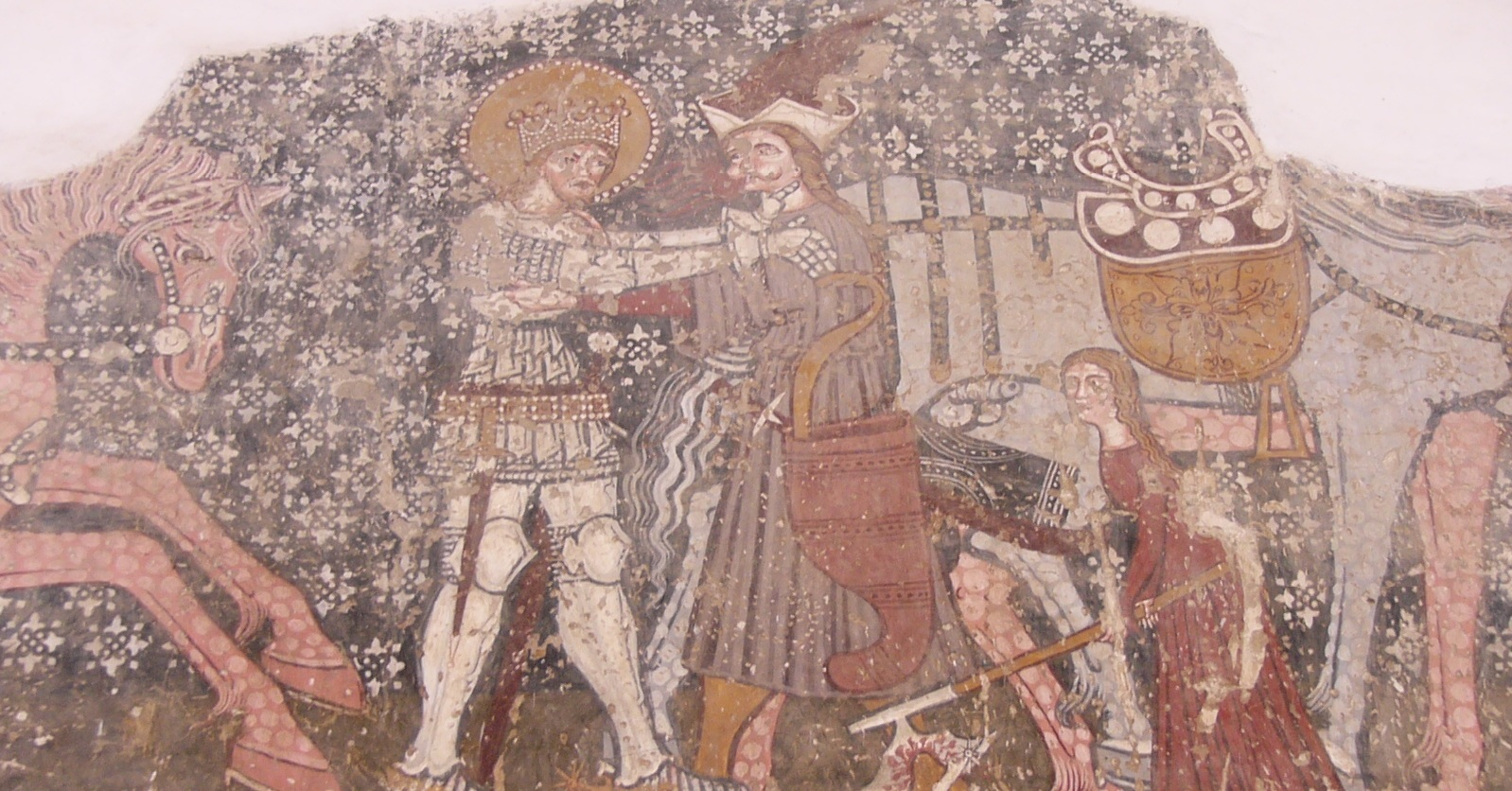
Король Венгрии Ладислав I (слева), кипчакский воин (справа)

После разгрома уйгурами Восточно-тюркского каганата (744 год) кипчаки находились в составе Кимакского каганата, на территории современного северо-западного Казахстана. Они граничили на востоке с кимаками, на юге — с огузами, и на западе — с хазарами.
В IX веке впервые фиксируются мусульманскими географами, в частности ибн Хорда́дбехом:

«Страна тюрок-тугузгузов — самая обширная из тюркских стран. Граничат они с ас-Сином, ат-Туббатом и карлуками. [Затем идут] кимаки, гузы, чигили, тюргеши, азкиши, кыпчаки, киргизы, которые имеют мускус, карлуки и халаджи [обитающие] по ту сторону реки».— Ибн Хордадбех. Книга путей и стран // Пер. с араб., коммент., исслед., указ. и карты Н. Велихановой; АН АзССР, Институт востоковедения. — Баку: Элм, 1986. — С. 66.
К середине IX века достигли гегемонии над кимаками, к середине X века поглотили их.
В начале XI века кипчаки вплотную придвинулись к северо-восточным границам Хорезма, вытеснив огузов из низовьев Сырдарьи и заставив их переселиться в Среднюю Азию и степи Северного Причерноморья. К середине XI века кипчакам подчинялась почти вся обширная территория Казахстана, за исключением Семиречья. Восточная граница их осталась на Иртыше, западные пределы достигли Волги, на юге — района реки Талас, а северной границей служили леса Западной Сибири.

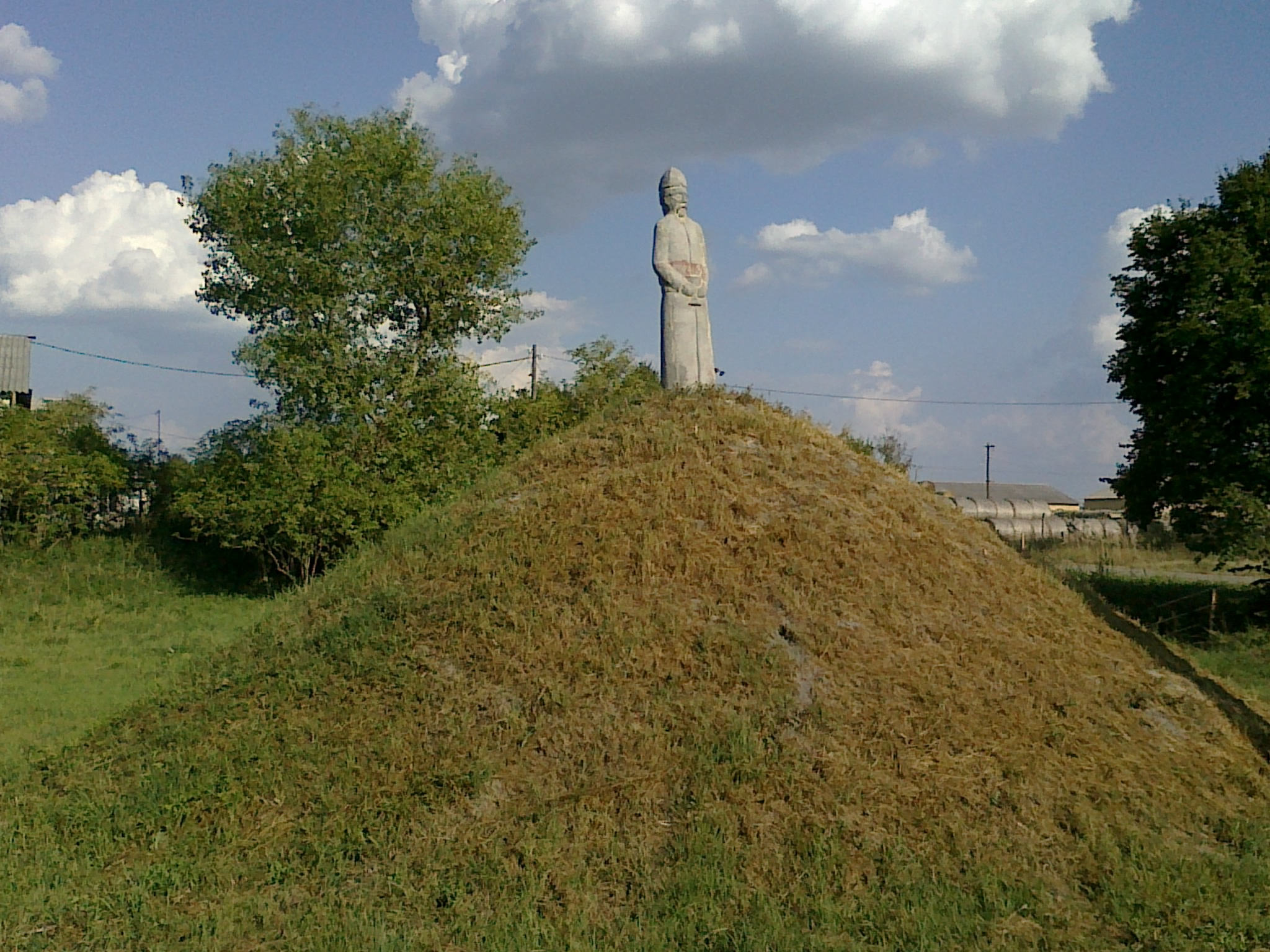
Кипчакский курган (Венгрия)

### Половцы и Русь

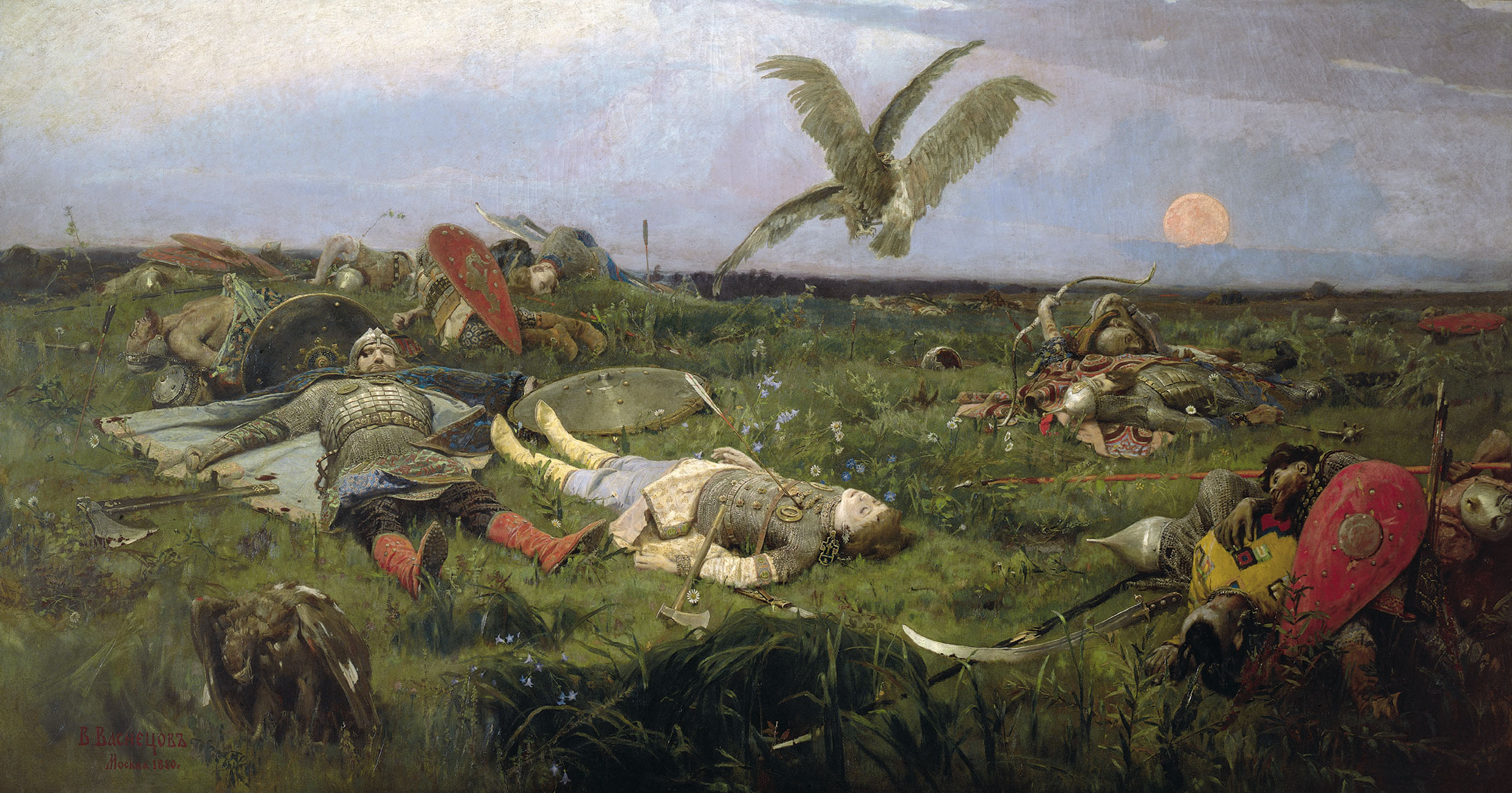
Картина Васнецова В. М. «После побоища Игоря Святославича с половцами»

Со второй половины XI в. до монголо-татарского нашествия половцы производили постоянные нападения на южную Русь. Они опустошали земли, захватывали скот и имущество, забирали пленных. Свои нападения половцы делали быстро и внезапно; русские князья старались отбить у них пленников и скот, когда они возвращались к себе в степь. Больше всего страдало от них пограничное Переяславское, Киевское и Рязанское княжества, Поросье и Северская земля. Иногда Русь выкупала у половцев своих пленных.
К 1055 году относится их первое появление у русских границ. Половецкий хан Болуш с ордой вошёл в пределы Переяславского княжества и был встречен переяславской дружиной с князем Всеволодом Ярославовичем во главе. Встреча прошла мирно — обменявшись подарками, стороны разошлись в свои пределы. На тот момент половцы ещё не искали военного противостояния с русскими княжествами, так как продолжали воевать в степи с представителями местных степных народов. Но спустя короткое время ситуация поменялась: в 1061 году Всеволод Ярославович потерпел поражение от хана Искала, Переяславская земля подверглась разорению. В сентябре 1068 года половцы в битве на реке Альте разбили войско Ярославичей и разорили приграничные земли. После этого военные походы половцев на русские земли (нередко в союзе с кем-то из русских князей) приобрели регулярный характер. В 1078 году половцы участвовали в битве на Нежатиной Ниве, где погиб Изяслав Ярославич Киевский.
В 1093 году половцы одержали победу в битве на реке Стугне над соединёнными войсками Святополка Изяславича Киевского, Владимира Всеволодовича Мономаха и Ростислава Всеволодовича Переяславского. После этого половцы поддерживали Олега Святославича в его борьбе за черниговское наследство, в том числе заставив в 1094 году Владимира Мономаха оставить Чернигов, но в 1096 году потерпели первое сокрушительное поражение от русских, хан Тугоркан погиб.
В 1099 году Давыд Игоревич на реке Вяр, недалеко от Перемышля, с помощью половецких ханов Боняка и Алтунопы нанёс поражение венгерскому войску во главе с королём Кальманом (в русских летописях — Коломан).

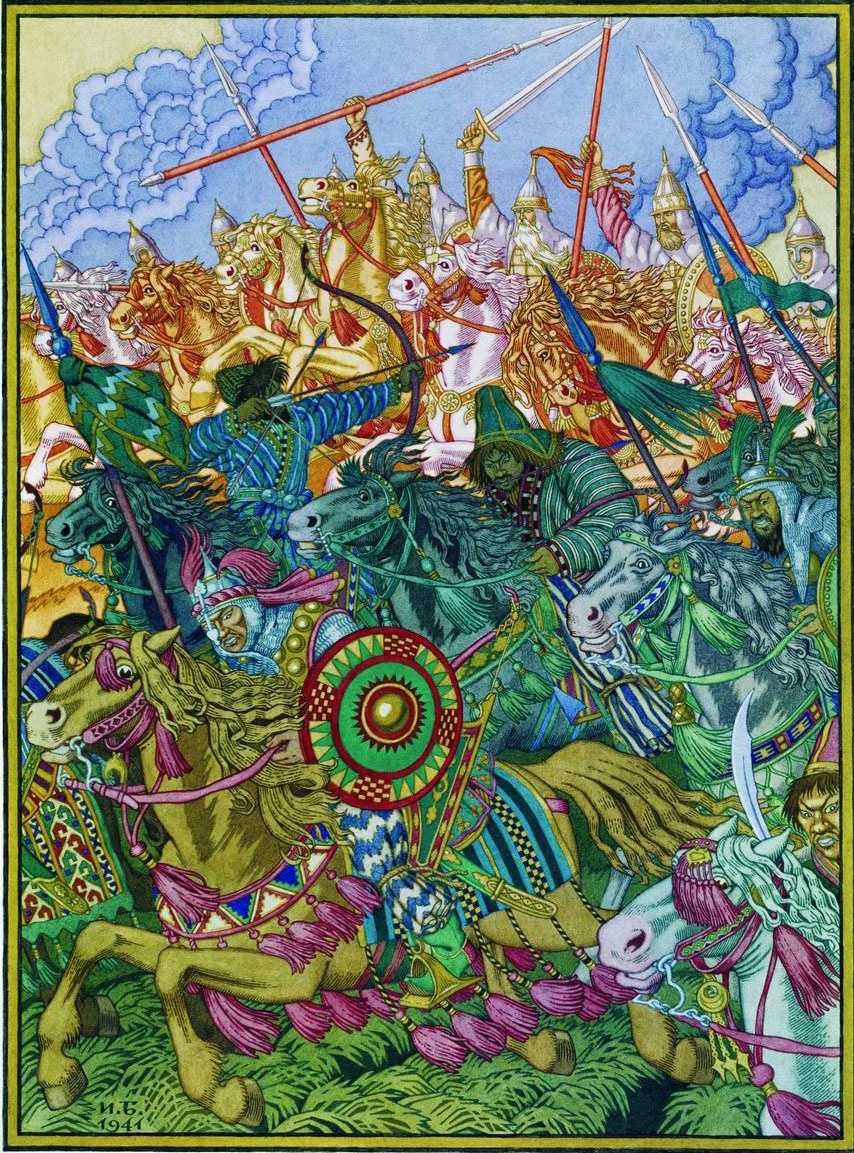
Битва на реке Хороле 1 марта 1184

Для обороны своих южных границ Русь устраивала укрепления называемые змиевыми валами и селила на пограничьях союзных и мирных тюрков, известных под именем чёрных клобуков. Центром черноклобуцких поселений было Поросье на южной границе Киевского княжества. Чёрные клобуки являлись важной военной силой киевских князей, участвовали практически во всех их вооружённых предприятиях.
Иногда русские вели с половцами и наступательную войну, предпринимали походы вглубь Половецкой земли. Когда такие походы становились общерусскими мероприятиями (впервые при Святополке и Мономахе, затем при Изяславе Мстиславиче, Мстиславе Изяславиче, Святославе Всеволодовиче, Романе Мстиславиче), они неизменно оканчивались успешно. Примером неудачных сепаратных наступательных действий является поход героя «Слова о Полку Игореве», Игоря Святославича в 1185 году.
В начале XII века, после Долобского съезда (1103 год), половцы были вытеснены Святополком Изяславичем и Владимиром Мономахом на Кавказ, за Волгу и Дон. На Кавказе половцы поступили на службу к грузинскому царю Давиду Строителю. Они помогли очистить Грузию от турок-сельджуков.
После смерти Владимира Мономаха (1125 год) половцы вновь стали активно участвовать в междоусобной борьбе русских князей, как правило на стороне суздальских и северских против волынских. Обе стороны старались привлечь в процессе борьбы за престол половцев-кыпчаков. Из Ольговичей особое старание в этом показал князь Всеволод Ольгович, который в 1128 и в 1135 годы пытался захватить Киев. В 1135 году активное участие в этой попытке принял хан крупной (около 20 тыс. чел.) половецкой орды Башко́рд, пришедший на призыв Всеволода.
Известно, что молодая вдова черниговского князя Владимира Давыдовича, взяв с собой маленького сына в поисках защиты от притеснения и единовластия в Чернигове Изяслава Давыдовича, приходит к Башкорд-хану и выходит за него замуж. Об этом имеется запись в Ипатьевской летописи от 1159 года: «Приде Изяславу болши помочь приде к нему Башкорд в 20.000 (то есть, с двадцатитысячным войском) отчим Святослава Володимиреча: бе бо мати его бежала в Половци и шла за ним».
Половцы-кыпчаки участвовали в разгромах Киева в 1169 и в 1203 годах. Затем наступил недолгий период в общем мирного сосуществования и частичной христианизации половецкой знати. Историк и этнолог Л. Н. Гумилёв полагал, что половцы принимали участие в этногенезе украинцев.

### Половцы и Византия
В 1091 году половцы вместе с русским князем Василько Ростиславичем оказали помощь Византии в войне с печенегами, которые были уничтожены, включая пленных, в битве при Лебурне. Впрочем, в 1092 году половцы поддержали византийского самозванца Лжедиогена и вторглись на территорию Византии. В 1095 году половецкое войско потерпело сокрушительное поражение, сам самозванец был захвачен в плен византийскими войсками и половцы были вынуждены вернуться в свои кочевья.

### Половцы и Второе Болгарское царство
Половцы оказали значимое влияние на Второе Болгарское царство и были надёжным союзником болгар в период становления второго царства. Половцы были участниками самых знаменитых сражений болгарских царей из династии Асень, являлись союзниками в лучшие годы второго царства болгар и были одним из народов, ассимилированных болгарами в Средневековье.
Первое упоминание половцев в Болгарии встречается в 1186 году, когда царь Иван Асень I внезапно перешёл Дунай с большой вспомогательной армией из половцев, чем сорвал подавление восстания болгар императором Исааком II Ангелом. В 1190 году Исаак II Ангел отправил специальный флот, целью которого было препятствовать половцам прийти на помощь осаждённым болгарам. Тем не менее слух о том, что блокада Дуная прорвана и половцы перешли Дунай, посеял панику среди византийцев и способствовал дальнейшему поражению императорских войск. Во время правления младшего брата царей Асеня и Петра — Калояна, те половцы, которые были союзниками болгар, превратились в подданных, занимали высочайшие должности в государстве, участвовали в управлении. Жена Калояна была дочерью половецкого хана, а её брат половец Манастр являлся болгарским полководцем, одним из самых приближённых соратников Калояна. Тем не менее внезапная смерть Калояна во времени осады Солуна часто приписывается Манастру.
В 1204 году венгерский король Имре пожаловался папе Иннокентию III, что царь Калоян использовал против него «языческую армию», имея в виду половцев.
Половцы принимали также решающее участие в знаменитой Битве под Адрианополем, в которой были разгромлены войска IV Крестового похода и пленён император Латинской империи.
Иоаннис, король Блакии, шёл на помощь тем, кто был в Андринополе, с огромным войском: он привёл с собой блаков, и бугров, и чуть ли не сорок тысяч куменов, которые были нехристями…
В этой битве половецкая конница сыграла решающую роль: сделав два заманивающих манёвра два дня подряд, половцам удалось вызвать на преследование тяжёлую кавалерию графа Луи де Блуа, а за ним и всю рыцарскую конницу. Половцам удалось заманить их в места, в которых их ожидали в засаде болгары. Так погибло всё рыцарское войско.
Половцы успели в последний момент подоспеть к небольшой армии Ивана Асеня II в знаменитой для болгар Битве при Клокотнице в 1230 году. Тем самым они в очередной раз вписали своё имя в историю, так как Ивану Асеню II удалось победить многократно превышавшую количеством воинов эпирскую армию и взять в плен очередного императора — деспота Эпира, Феодора Комнина со всей его семьёй.

### Половцы и Хорезм
Зимние кочевья емеков (вопрос их происхождения остаётся открытым, подробнее см. в статье Кимаки) находились в низовьях Сырдарьи и Приаралье, на границах Хорезма, где у них был город Сыгнак. Восточнее емеков, гранича на Иртыше с найманами, кочевали канглы. Во второй половине XII века хорезмшах Ала ад-Дин Текеш женился на половецкой княжне из племени канглы Теркен-хатун, после чего часть канглы переселилась в Хорезм, половецкая знать заняла видное место в администрации Хорезма: в частности, брат Теркен-хатун Каир-хан был наместником в Отраре в начале XIII века. Примерно в то же время часть емеков была поселена хорезмшахами на своих землях. Монгольское завоевание Средней Азии формально началось с расправой Каир-хана над монгольским посольством (1218).

### Половцы и монголы

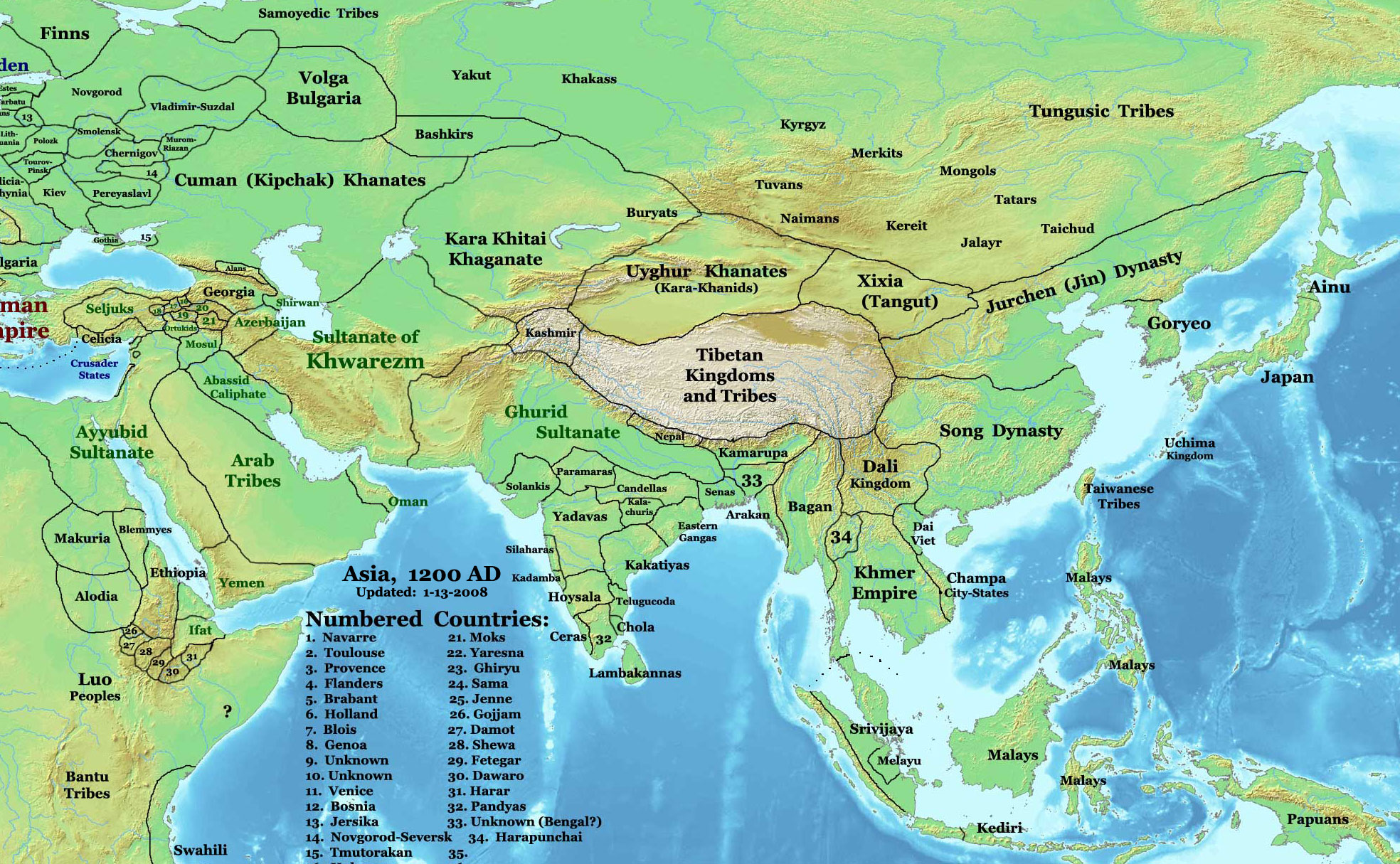
Карта Азии в XII веке, показывает половецкие земли и их соседей

В 1221 году, после завершения хорезмского похода, сын Чингисхана Джучи должен был пройти через север Каспия в Восточную Европу на соединение с корпусом Субэдэя и Джэбэ, следовавшим с Кавказа, но поход был отменён по причине болезни Джучи. Тем не менее монголы нанесли поражение половцам ольбери и участвовали в цзиньском походе Угэдэя в 1232 году (перешли на сторону чжурчжэнэй).
В 1222—1223 годах половцы оказали помощь аланам в борьбе против монголов, но после обращения монголов и дачи ими откупа покинули своих союзников. Затем половцы были разгромлены монгольским войском сначала на Дону, затем на реке Калке — вместе с русскими князьями, к которым обратились за помощью (см. битву на р. Калке). В 1229 году половцы были разбиты на Урале монголами, начавшими новый поход на Европу.
По версии некоторых исследователей, опирающейся на сведения первоисточников, монголам удалось установить союзные отношения с одним из мощнейших половецких племён, кочевавшим на Дону — токсобичами, которые в отличие от, например, тертробичей (дурут) были не тюркского, а монгольского происхождения (от татар).
После европейского похода Батыя 1236—1242 годов половцы прекратили существование как самостоятельная политическая единица, но составили основной массив тюркского населения Золотой Орды, внеся вклад в становление таких этносов, как казахи, каракалпаки, татары, крымские татары, ногайцы, сибирские татары и башкиры. Часть их выселилась в Закавказье, часть на Русь, часть — на Балканский полуостров (в Болгарию) и в Византию (во Фракию и Малую Азию). Наконец, часть половцев перебралась в Египет, поступив на службу в египетское войско; некоторые египетские султаны были половецкого происхождения (например, султан Бейбарс I). Кипчаков очень часто использовали в качестве наёмников военные части; примером использования их в качестве личных гвардейцев могут быть мамлюки. Кипчаков нанимали в свои войска с давних времён — ещё тогда, когда Ахемениды, Аршакиды, Сасаниды собирали войско тяжёлых кавалеристов из скифов, сарматов, согдийцев и других представителей племён Великой Степи.

### Половцы и Грузия
В Грузии кипчаки участвовали в междоусобиях правителей. К началу XIV века относится последнее упоминание в письменных источниках о кипчаках, принимавших участие во внутрифеодальных войнах правителей Грузии. После этого времени кипчаки больше не упоминаются в грузинских источниках, так как, по-видимому, они этнически смешались с грузинским и другими народами Закавказья.

### Половцы и Венгрия

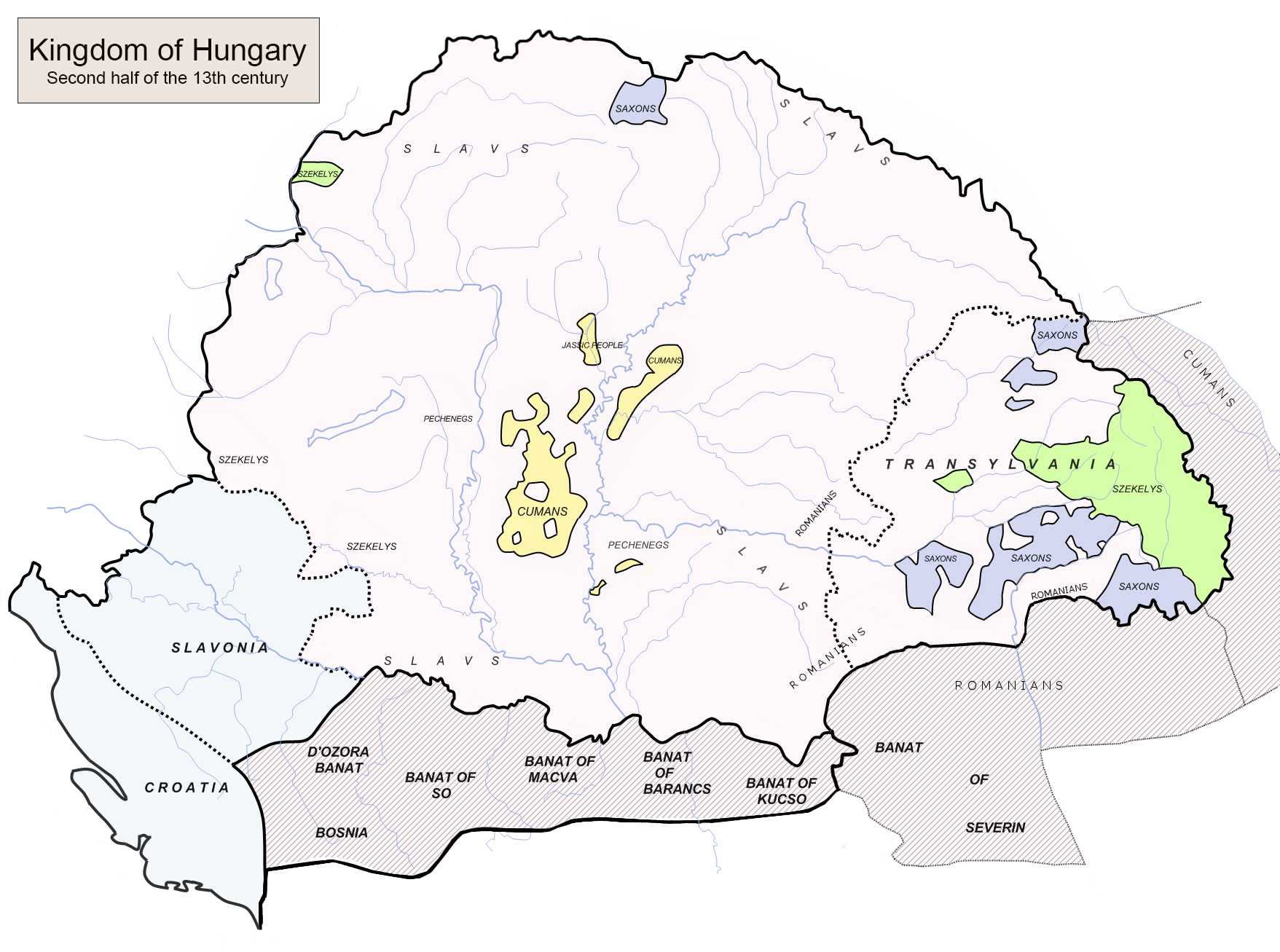
Венгрия XIII века: этнические очаги. Жёлтым цветом обозначены куманы.

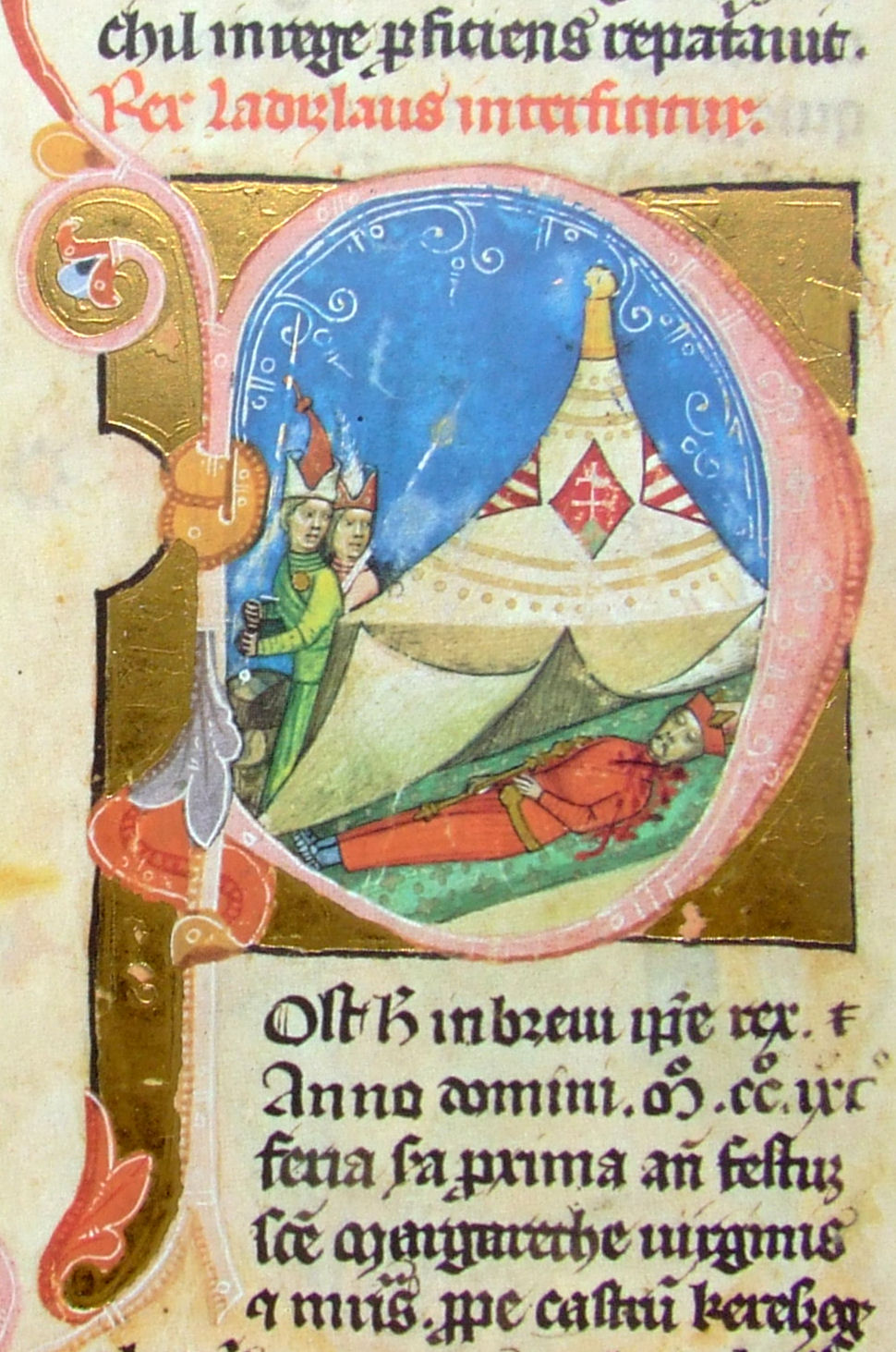
Убийство Ласло IV Куна половецкими заговорщиками 10 июля 1290 года

В 1239 году венгерский король Бела IV принял 40 тысяч половцев под предводительством хана Котяна, бежавших от монголов; наследник венгерского престола Иштван женился на Елизавете, дочери Котяна. Половцы заняли в Венгрии видное положение, в частности, они охраняли границы королевства, но перед монгольским вторжением в Венгрию (1241) венгерская знать убила хана Котяна вместе с сыновьями, а большая часть половцев ушла в Болгарию. Последнее упоминание про куманов содержится в «Краковских компилятивных анналах» (Annales cracovienses compilati):
«1285. Князь Лешек вместе с квоманами (quomanis) победил краковских рыцарей. Краков сгорел. Князь Конрад бежал».

## Антропология
По данным казахстанского антрополога О. И. Исмагулова, краниологически племена Дешт-и-Кипчак характеризовались смягчённым вариантом южносибирской расы, с примерно равным сочетанием европеоидных и монголоидных черт. К аналогичным выводам приходит И. Р. Газимзянов, который определяет уровень монголоидной примеси для половцев в 41,5 %. По этому показателю, как и по уровню уплощения лицевого скелета, половцы гораздо менее монголоидны, чем современные монголы, но более монголоидны, чем средневековое население Волжской Булгарии. Л. Т. Яблонский считает антропологический тип кыпчакских (половецких) племён аналогичным городскому населению Золотой Орды: в целом европеоидный с монголоидной примесью, сочетающий большие размеры лица, уплощённость его в горизонтальной плоскости наряду с профилированным переносьем и сильно выступающими носовыми костями.
Заведующий отделом судебно-медицинской идентификации личности Российского центра судебно-медицинской экспертизы, профессор Виктор Звягин, изучив с помощью новых технологии останки владимиро-суздальского князя Андрея Боголюбского (XII век), мать которого была половчанкой, пришёл к такому выводу:
Мнение проф. М. М. Герасимова (1949 год) о наличии монголоидных особенностей внешности Андрея Боголюбского, основанное на визуальном анализе краниологических данных, является субъективным, не подтверждается результатами настоящего исследования. Выводы: исследуемый череп достоверно принадлежал мужчине европеоидной расы с внешностью, характерной для представителей средне-европейского антропологического типа.
По словам Аль-Омари (XIV век) монголы, захватившие Половецкие степи, и кипчаки изначально принадлежали к разным расам, потом в результате смешанных браков монголы приняли кипчакские черты. Аль-Марвази и Матфей Эдесский, описывая приход половцев в Восточную Европу, называют их племенем «жёлтых» (аш-шариййату Марвази сравнивают с тюркским sarı «жёлтый»). Согласно русскому переводу «Юань ши», выполненному Иакинфом Бичуриным, войско монгольского хана Мункэ покорило северный народ киньча (кипчаков), имеющий голубые глаза и рыжеватые волосы.
Однако, по мнению большинства советских учёных, основная масса тюркоязычных племён кимако-кипчаков была с примесью монголоидности черноволосой и кареглазой[страница не указана 1837 дней].

### Палеогенетика
У половцев определены Y-хромосомные гаплогруппы G2a-PH1780 и С2-Y11990.
В настоящее время не существует данных палео-ДНК по половцам и кипчакам, чтобы можно было однозначно сказать об их гаплогруппах и потомках сегодня. Более того, половцы составляли один из народов Дешт-и-Кипчака наряду с кунами, куманами и другими народами. В настоящее время родовые племена кипчак, кыпшак, кыпсак встречаются среди ногайцев, казахов, башкир, татар, крымских татар, киргизов, алтайцев и других народов. Для них характерны гаплогруппы R1b-M73, DYS390=19 (у казахов, башкир, крымских татар), R1b-Z2103 (у крымских татар, казахов, башкир), R1b-M73, DYS390=21/22 (у башкир, татар), R1a-SUR51 (у башкир), J2-Z387 (у башкир, татар), C-L1370 (у казахов, татар, киргизов), N1c-P43 (у башкир, туркмен), E1b-V13 (у ногайцев, татар, башкир, крымских татар), G2a-L1264 (у башкир) и другие. Среди венгров есть этнические группы — плавцы и кунок, которые являются потомками половцев и кунов. Этнические группы куман, кубан, куба — встречаются среди болгар, алтайцев, ногайцев, башкир, киргизов.
Среди казахов — кыпшак, среди башкир — кыпсак, среди киргиз кыргыз-кыпчак, среди алтайцев — алтай-кыпчак, среди узбеков — ферганские кипчаки, другие кипчак-узбеков. Также среди каракалпаков есть род кыпшак. Встречается род кипчаки в племени Таймани народа Чараймаки в Афганистане. Токсоба — подрод казахского рода Байбакты Младшего жуза.

## Племена
Кипчакские племена XI—XII веков, согласно сведениям письменных мусульманских источников, были самыми многочисленными из всех тюркоязычных народов, а область их расселения самая обширная.
Арабский географ ад-Димашки перечислил половецкие племена: барку, токсоба, йтуба, барат, ал-арс, буржуглу, манкураглу, имак. Согласно Ан-Нувайри, у половцев было много различных племён. В XIII веке это токсоба, йета, бурджоглы, бурлы, кангуоглы (кангароглы), андоглы, дурут, карабароглы, джузан, карабирикли, котян. Ибн Хальдун тоже перечисляет одиннадцать племён половцев с небольшими поправками в их написании. Он называет следующие: токсоба, сета, буржоглы, эльбури, канаарлы, оглы, дурут, калабаалы, джерсан, карабирикли и кунун.
Русские летописи XI—XII веков выделяют следующие группы половцев: лукоморских западнее Днепра и бурчевичей (соответствуют буржоглы либо эльбори, ольберам) восточнее Днепра (1193 год), читеевичей (начало 1180-х и конец 1190-х; соответствие етобе, етебичам 1185 года), а также бурновичей, токсобичей, колобичей, тертробичей (соответствие дурут), тарголовцев и улашевичей(1185), ямяковских восточнее Волги (1184, соответствие йемекам, подчинённым кипчакам и известным только после исчезновения из источников имени кимаков).
По данным археологии, являющиеся признаком сары-кипчаков каменные изваяния локализуются по среднему и нижнему течению Северского Донца и в северном Приазовье, тем самым охватывая прежде всего центры кочевий лукоморских половцев (р. Молочная) и бурчевичей (р. Волчья) (не затрагивая, в частности, кочевья токсобичей между Донцом и Доном). Это согласуется по отдельности как с версиями, выделяющими куманов западнее этого региона, так и с версиями, выделяющими кунов восточнее его.
По предложенному Кляшторным С. Г. делению на 5 территориальных групп, регион с каменными изваяниями соответствует днепровской группе (с крымской подгруппой); на запад от него — дунайская (с балканской подгруппой), на восток — донская (с предкавказской подгруппой), затем казахстанско-приуральская (включая саксинскую) и алтайско-сибирская.

## Социально-политическая организация
Орды половцев возглавлялись ханами. К их именам традиционно прибавлялось слово кан или хан (Тугоркан, Шарукан). Курени, состоявшие из рядовых воинов, возглавлялись главами, имена которых оканчивались прибавлением аффиксов опа, оба, епа. Другими социальными категориями, зафиксированными в русских летописях, были так называемые «колодники» и «челядь». Имелись также и «чаги» — женщины-служанки. Колодники были военнопленными, исполнявшие у половцев функции домашних рабов и находились на низшей ступени социальной лестницы. Главы больших семейств-«кошей», принадлежавших к куреням, назывались «кошевыми». Курени состояли из семей-аулов, или, по-русски, «кошей» (от тюркс. кош, кошу — «кочевье, кочевать»), которые, в свою очередь состояли, из представителей 2—3 поколений и прислуги (военнопленные, разорившиеся родственники и соплеменники). Богатые аулы по количественным параметрам могли не уступать куреням. В XII веке аул стал основной ячейкой половецкого общества. Аулы могли находиться на разных ступенях иерархической лестницы по разным причинам (богатство или принадлежность к родовой аристократии). Аулы объединялись в орды на съездах кошевых путём вручения главе («кошевому») наиболее сильной и влиятельной семьи (а заодно и куреня) власти над всеми остальными семьями.
У половцев был типичный военно-демократический строй. Половецкий народ разделялся на несколько родов (колен), носивших названия по именам их предводителей. Так, летопись упоминает о Вобургевичах, Улашевичах, Бостеевой, Чарговой чади. Эти роды объединялись в крупные племенные союзы, центрами которых были примитивные города-зимовья. Процесс консолидации разрозненных кочевых орд в отдельные племенные объединения завершился в конце XI века. Каждая орда, как и входившие в неё более мелкие подразделения-курени, имели собственные участки земли с входившими туда зимниками, летниками и маршрутами кочёвок между ними. Курени представляли собой объединение нескольких родственных семей. Курени по этническому составу могли принадлежать не только половцам, но и соседним народам (например, болгарам). Главами орд были ханы, по традиции одновременно являвшиеся и главами определённых куреней. По мнению С. Плетнёвой, размер обычной орды не превышал 40 000 человек (тогда как, в средних по населению княжествах Руси, например Рязанском, проживало около 100 000 человек). В первой половине XII века существовало около 12—15 половецких орд. Размер кочевья каждой половецкой орды не превышал 70—100 тысяч км2. Необходимость вести эффективные военные действия против Руси, Византии и Болгарии привела к появлению у половцев союзов орд, которые были крупными политическими объединениями. На съезде знати избирался глава такого союза, называвшийся каханом/каганом («ханом ханов»). В его руках была сосредоточена большая власть: право заключать мир, организовывать набеги и походы.
Богатства, добытые половцами в результате набегов и походов, распределялись между знатью, руководившей походом. Рядовые воины получали лишь малую часть добычи. При неудачном стечении обстоятельств (неудачный поход, падёж скота) рядовые общинники разорялись и попадали в зависимость к аристократам. Таким образом, вследствие сильного экономического разделения у половцев из среды родовой аристократии формировалась собственная феодальная знать. Простые пастухи, не обладавшие большими стадами и пастбищами, как правило, попадали в экономическую зависимость от аристократов, дававших им скот «на выпас» при условии выплаты половины приплода.

### Половецкие города
Половцы были не только кочевниками-скотоводами, но и городскими жителями. В их владениях располагался ряд городов: Сыгнак, Джент, Барчынлыкент — на Сырдарье, Канглыкент — на Иргизе, Саксин — в низовьях реки Волги, Шарукань — недалеко от современного Харькова, Севендж — на северокавказской реке Сунже.

### Известные правители половцев
- Болуш
- Боняк хан
- Итлар
- Кытан
- Тугоркан
- Шарукан
- Сырчан
- Атрак
- Кобяк
- Кончак
- Гзак
- Юрий Кончакович
- Котян Сутоевич
- Аепа
- Данила Кобякович
- Алтунопа
- Урусоба
- Белдюз
- Башкорд

### Династические союзы между русскими князьями и половецкими ханами
- 1094 — киевский князь Святополк Изяславич, заключив мир с половцами, взял себе в жёны дочь половецкого хана Тугоркана.
- 1107 — Юрий Владимирович (Долгорукий) женился на дочери половецкого хана Аепы. Так был заключён союз между ханом Аепой и отцом Юрия Владимиром Мономахом.
В том же году на дочери половецкого хана женился Святослав, сын Олега Святославича.
- 1117 — Андрей Владимирович женился на внучке Тугоркана.
- 1151 — в сражении князя Юрия Долгорукого с князем Изяславом Мстиславичем при реке Рут был убит князь Владимир Черниговский, жена его бежала к половцам и вышла замуж за их хана Башкорда.
- 1163 — сын великого киевского князя Ростислава Мстиславича Рюрик женился на дочери половецкого хана Белока.
- 1187 — сын новгород-северского князя Игоря Святославича (см. Слово о полку Игореве) Владимир женился на дочери половецкого хана Кончака.
- 1205 — сын владимирского князя Всеволода Юрьевича Ярослав женился на дочери половецкого хана Юрия Кончаковича.
- Мстислав Удатный был женат на дочери половецкого хана Котяна.

## Быт и обычаи

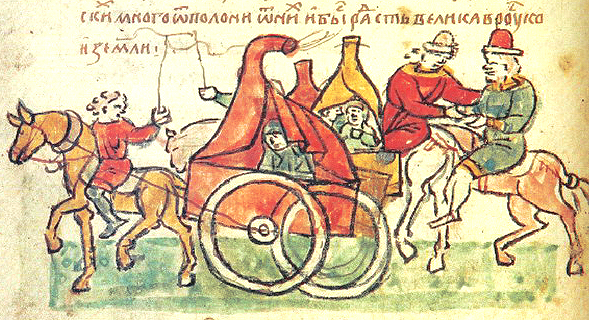
Половцы. Миниатюра из Радзивилловской летописи

По свидетельствам источников половцы были прекрасными степными наездниками и имели свой военный строй. Занятиями половцев были кочевое скотоводство (разведение рогатого скота, коней, овец, верблюдов) и ремесло. Тем не менее, они имели и постоянные летние и зимние стойбища. Поначалу половцы вели так называемое таборное кочевание, впоследствии (с конца XI века) сменившееся другим типом кочевья, когда за ордами, куренями и аилами закреплялись определённые участки земли под пастбища. Природа половецких степей немало способствовала развитию и процветанию кочевого скотоводства. С другой стороны, положение кочевников было довольно трудным в холодные зимы. Золото и серебро они добывали грабежом и торговлей. Есть версия, что городов половцы не строили, хотя в их землях упоминаются города Шарукань, Сугров, Чешуев, заложенные именно половцами. Кроме того, Шарукань был столицей западных половцев. Есть версия, что продолжительное время половцы владели Тмутараканью (по другой версии, в это время она принадлежала Византии). Вероятно, им платили дань греческие крымские колонии. В половецком обществе существовала небольшая прослойка ремесленников. Половецкие ханы вели роскошную жизнь. Главной пищей простых кочевников были мясо, молоко и просо, любимым напитком — кумыс. Одежду половцы шили по собственным степным образцам. Повседневной одеждой половцам служили рубахи, кафтаны и кожаные штаны. Домашними делами, по сообщениям Плано Карпини и Рубрука, обычно занимались женщины. Положение женщин у половцев было достаточно высоким. Нормы поведения половцев регулировались «обычным правом». Важное место в системе обычаев половцев занимала кровная месть.

### Религия и культура

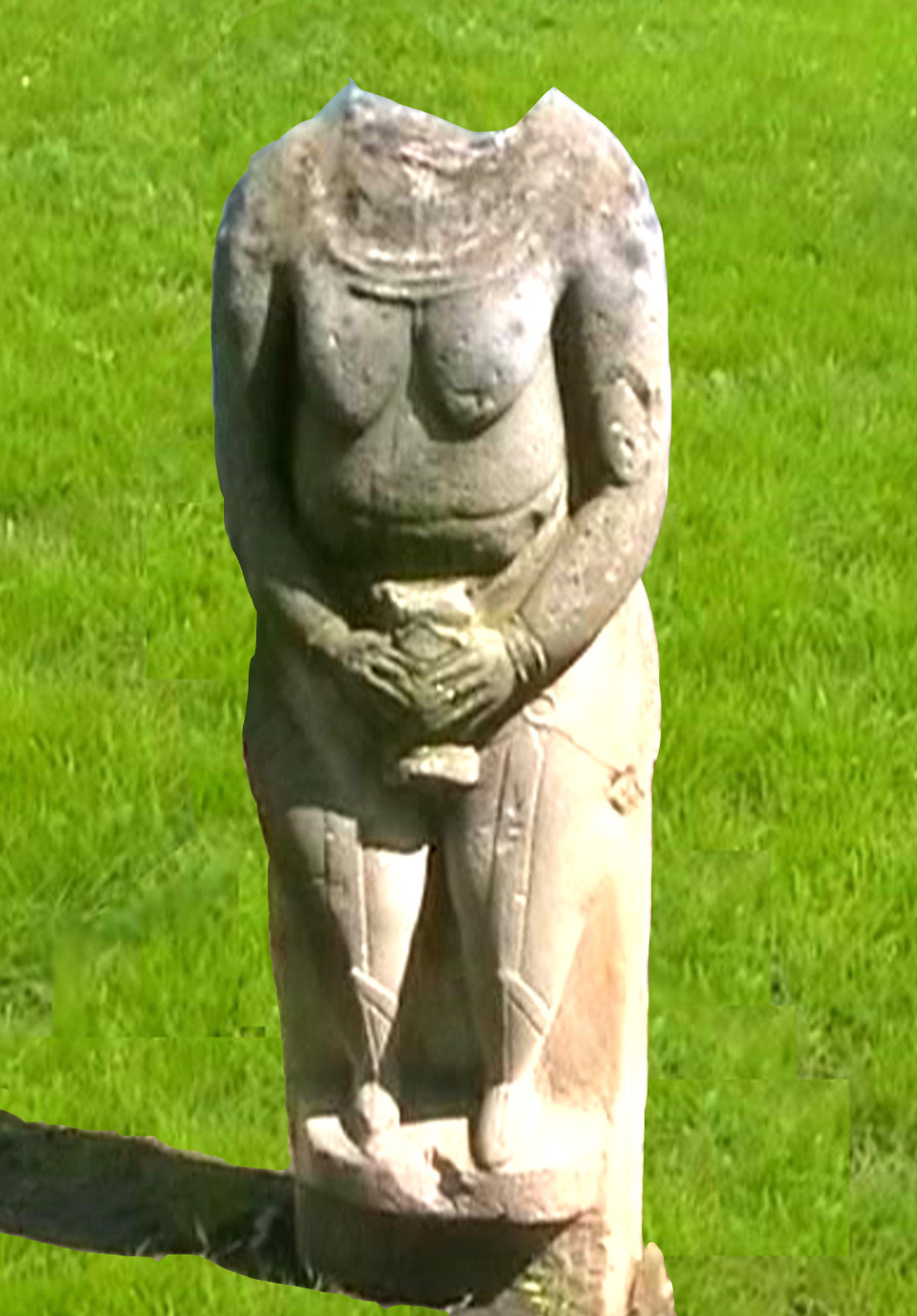
Половецкая каменная статуя из Луганска

Половцы (кипчаки) исповедовали тенгрианство. Эта религия основана на культе Тенгри-хана (Вечного Синего Неба). Кроме Тенгри-хана, кипчаки почитали богиню Умай, которая олицетворяла земное начало. Также они поклонялись животным, в особенности волку (сходное верование существовало и у торков), которого кипчаки считали своим предком-тотемом.
Кроме Ханов-жрецов была у половцев и специальная жреческая прослойка — шаманы. Шамана половцы называли кам, отсюда произошло и слово «камлание». Основными функциями шаманов были гадание (предсказание будущего) и врачевание, основанное на непосредственном общении с добрыми и злыми духами.
Существует три круга ценнейших памятников половецкого мира, отражающие богатый духовный мир их создателей:
- «Кодекс Куманикус», кипчакско-латинско-персидский словарь, созданный в 1303 году, уже в период существования Золотой Орды. Язык этого словаря очень близок к современному крымскотатарскому.
- Богатые захоронения кипчакского воина вместе с останками коня и с вооружением (они являются весьма ценным историко-археологическим и антропологическим материалом).
- Согласно Рубруку, над прахом своих покойников они насыпали курганы и ставили кипчакские балбалы («каменные бабы»).

#### Каменные бабы

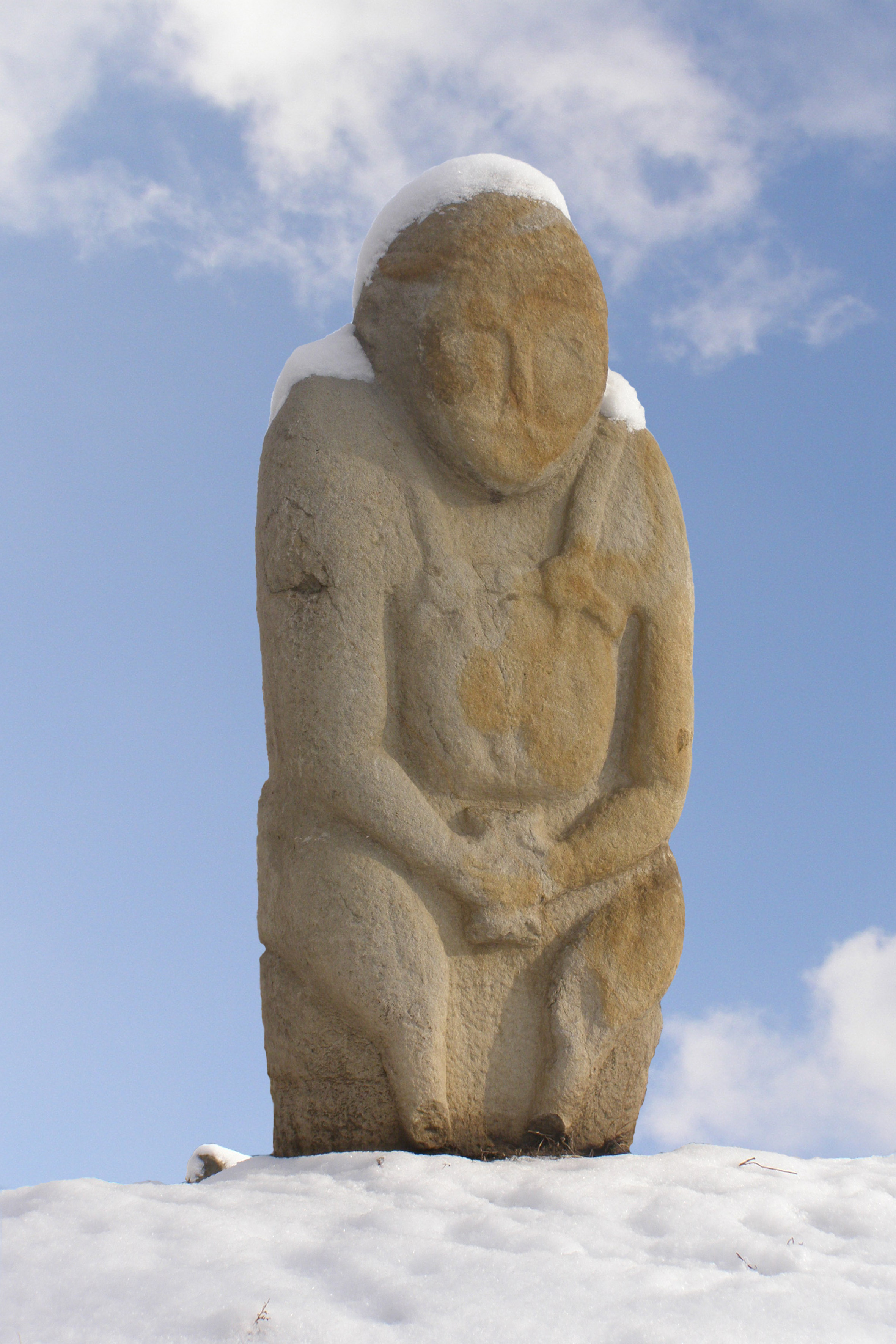
Парк-музей половецких баб (Луганск)

Упоминание о каменных бабах оставил поэт XII века Низами, который рассказывал о пожертвованиях половцев каменным идолам. Посол папы римского Вильгельм де Рубрук, проезжая в 1253 году половецкой степью, наблюдал, как половцы насыпали большие холмы и сооружали на них статуи, обращённые лицами на восток и держащие в руке чашу.

## Военное дело

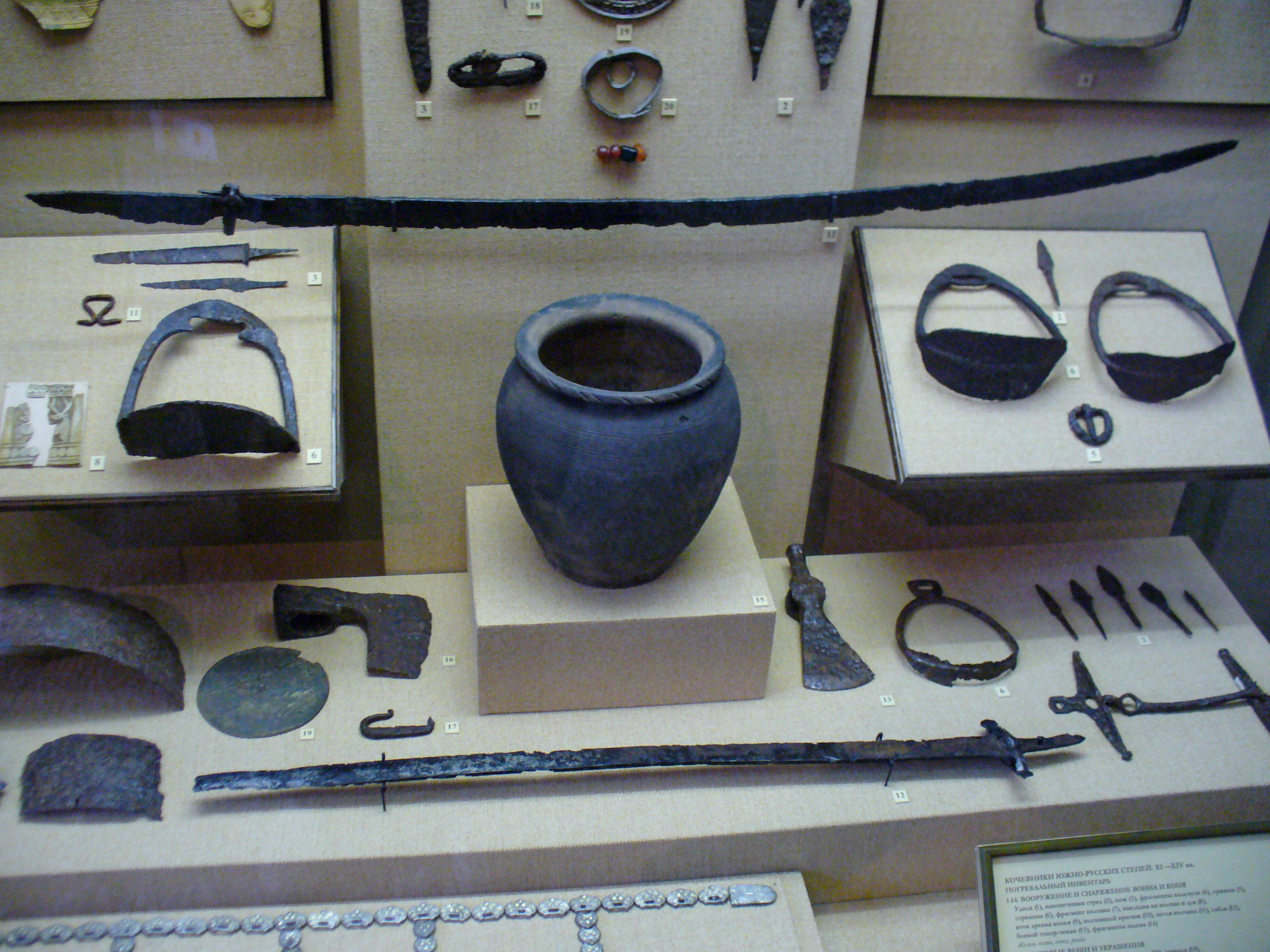
Инвентарь половецких погребений XI—XIV веков. ГИМ

О половецких воинах известно не столь много, однако их военную организацию современники считали довольно высокой для своего времени. В половецком войске обязаны были служить все мужчины, способные носить оружие. Военная организация половцев развивалась поэтапно. Византийские историки отмечают, что половецкие воины сражались луками, дротиками и кривыми саблями. Колчаны носились на боку. По сообщениям крестоносца Роберта де Клари, кипчакские воины носили одежду из овечьих шкур и имели каждый по 10—12 лошадей. Основной силой кочевников, как и у любых степняков, были отряды лёгкой кавалерии, вооружённой луками. Половецкие воины, помимо луков, имели также сабли, арканы и копья. Позднее в войсках половецких ханов появились и дружины с тяжёлым вооружением. Тяжеловооружённые воины носили кольчуги, ламеллярные панцири и шлемы с антропоморфными железными или бронзовыми личинами и бармицами. Тем не менее, основой войска продолжали оставаться отряды легковооружённых конных лучников. Известно также (со второй половины XII века) о применении половцами тяжёлых самострелов и «жидкого огня», заимствованных, возможно, у Китая ещё со времён жизни их в районе Алтая, либо в более поздние времена у византийцев (см. греческий огонь). Используя эту технику, половцы брали и хорошо укреплённые города.
Половецкие войска отличались манёвренностью, однако зачастую скорость их передвижения сильно замедлялась в связи с громоздким обозом, состоящим из телег с багажом. Некоторые повозки оснащались арбалетами и были пригодны для защиты во время нападений противника. Во время внезапных нападений противника половцы стойко оборонялись, окружая свой стан повозками. Половцы использовали традиционную для кочевников тактику внезапных нападений, ложных отступлений и засад. Они действовали, в основном, против слабо защищённых деревень, но редко атаковали укреплённые крепости. В полевом бою половецкие ханы грамотно разделяли силы, использовали летучие отряды в авангарде для завязки боя, которые затем подкреплялись атакой основных сил. В качестве великолепной военной школы, где половцы оттачивали мастерство маневрирования, половцам служила облавная охота. Тем не менее недостаточное количество профессиональных воинов нередко приводило к поражениям половецких армий.